# Блавацький Роман Андрійович
Роман Андрійович Блавацький (нар. 28 вересня 1993) — український футбольний арбітр. У 2018 році розпочав обслуговувати футбольні матчі чемпіонату України у першій лізі. З 2020 року обслуговує футбольні матчі Прем'єр-ліги України.